# Prawa człowieka, wyzwolenie i pojednanie: miejsca związane ze spuścizną Nelsona Mandeli
Prawa człowieka, wyzwolenie i pojednanie: miejsca związane ze spuścizną Nelsona Mandeli (ang. Human Rights, Liberation and Reconciliation: Nelson Mandela Legacy Sites) – obiekt z listy światowego dziedzictwa UNESCO, obejmujący 14 miejsc w Południowej Afryce, historycznie związanych z oporem wobec apartheidu oraz walką o wyzwolenie i prawa obywatelskie dyskryminowanych grup ludnościowych kraju.

## Przegląd
| Miejsce | Opis | Zdjęcie | Lokalizacja |
| --- | --- | ------- | --- |
| University of Fort Hare, Healdtown, Lovedale, St Matthews Complex                                                                                | Ośrodki edukacyjne o szczególnym znaczeniu historycznym, mające swoje korzenie w działalności europejskich misjonarzy. Znajdują się w regionie, który na przestrzeni ponad 100 lat dotknięty był wojnami przeciwko ludności rdzennej (wojny Xhosa). Instytucje te wykształciły czołowe postacie Południowej Afryki, które uosabiały syntezę wartości zachodnich i afrykańskich. |         | 32°47′12,4″S 26°50′55,2″E/-32,786783 26,848673 |
| Union Buildings | Budynek rządu w Pretorii, zbudowany w 1910 roku jako symbol Unii Południowoafrykańskiej, początkowo siedziba represyjnych władz kolonialnych. Od 1994 roku symbol pojednania narodowego – siedziba demokratycznego rządu. |         | 25°44′26,4″S 28°12′42,8″E/-25,740660 28,211880 |
| Sophiatown i District Six – miejsca pamięci wysiedleń                                                                                            | Sophiatown w Johannesburgu i District Six w Kapsztadzie - symbole przymusowych wysiedleń rdzennej ludności i ustanowienia na tych terenach tzw. „białych stref”. |         | 26°10′31,0″S 27°58′33,9″E/-26,175271 27,976083 |
| Kliptown (Plac Waltera Sisulu) i Karta Wolności                                                                                                  | Miejsce uchwalenia Karty Wolności przez Kongres Ludowy, z udziałem Afrykańskiego Kongresu Narodowego i innych ugrupowań przeciwnych apartheidowi. |         | 26°16′21,9″S 27°53′16,2″E/-26,272737 27,887839 |
| Dom i muzeum Alberta Luthuliego; Howick – miejsce aresztowania Nelsona Mandeli; Pietermaritzburg – miejsca pojednania; Mandela Centre for Memory | Albert Luthuli był pierwszym przywódcą Afrykańskiego Kongresu Narodowego i ruchu wyzwoleńczego, który zdobył międzynarodowe uznanie – otrzymał Pokojową Nagrodę Nobla jako pierwszy Afrykanin w historii. Jego przywództwo inspirowało kolejne pokolenia działaczy na rzecz wyzwolenia. W swoim domu spędził większość późniejszych lat życia, przebywając w areszcie domowym. Gdy Nelson Mandela został aresztowany w 1962 roku w Howick, w ówczesnej prowincji Natal, wracał właśnie z konsultacji z Luthulim. Zatrzymanie Mandeli zapoczątkowało serię procesów, których kulminacją był proces w Rivonii. W jego wyniku Mandela spędził 27 lat w więzieniu. Manaye Hall w Pietermaritzburgu była miejscem pierwszej poważnej próby zgromadzenia wszystkich sił politycznych Południowej Afryki, by osiągnąć pokojowe rozwiązanie konfliktu. Konflikt zakończył się dzięki negocjacjom i procesowi pojednania, o czym świadczą liczne miejsca pamięci w regionie Pietermaritzburga. Życie i działalność pokolenia przywódców związanego z Nelsonem Mandelą ukazują zbiory zgromadzone w Mandela Centre for Memory. To miejsce opowiada historię Mandeli i promuje wartości, które reprezentował. Przechowywane są tam dokumenty, przemówienia i fotografie, które odzwierciedlają autentyczność i integralność wielu wydarzeń walki o wyzwolenie Południowej Afryki. Centrum stało się także miejscem spotkań przywódców z całego świata, wspólnie działających na rzecz wzmocnienia globalnej agendy praw człowieka i pojednania. |         | 29°10′52,9″S 31°08′45,3″E/-29,181366 31,145908 29°28′12″S 30°13′48″E/-29,470000 30,230000 29°37′12″S 30°22′48″E/-29,620000 30,380000 26°08′55,6″S 28°03′30,6″E/-26,148778 28,058500 |
| Sąd Najwyższy (Palace of Justice) i proces w Rivonii (1963)                                                                                      | Miejsce słynnego procesu Mandeli i innych członków Afrykańskiego Kongresu Narodowego. |         | 25°44′40,6″S 28°11′15,1″E/-25,744599 28,187535 |
| Masakra w Sharpeville i Langa – miejsca pamięci                                                                                                  | Miejsca upamiętniające ofiary masakry w Sharpeville i masakry w Langa - krwawego stłumienia protestów przeciwko paszportyzacji w 1960 roku. |         | 26°41′13,0″S 27°52′17,5″E/-26,686948 27,871538 33°56′38,1″S 18°31′37,8″E/-33,943927 18,527157                                                                                       |
| Liliesleaf Farm | Kryjówka aktywistów Afrykańskiego Kongresu Narodowego, skąd planowano pierwsze operacje zbrojne Umkhonto we Sizwe, wyznaczające przejście z biernego oporu do zbrojnych walk. |         | 26°02′36,7″S 28°03′13,0″E/-26,043536 28,053617 |
| Vilakazi Street i Muzeum Hectora Pietersona | Ulica, gdzie mieszkali Nelson Mandela i Desmond Tutu. Muzeum upamiętnia rewoltę w Soweto (1976), w tym śmierć Hectora Pietersona - dwunastoletniego ucznia, którego śmierć została uwieczniona na ikonicznym zdjęciu Sama Nzimy. |         | 26°14′18,7″S 27°54′33,0″E/-26,238541 27,909177 26°14′05,8″S 27°54′34,1″E/-26,234952 27,909468                                                                                       |
| Constitutional Hill i Komisja Prawdy i Pojednania                                                                                                | Siedziba Trybunału Konstytucyjnego. Miejsce uwięzienia działaczy przed procesem o zdradę w 1956 roku - m.in. Nelsona Mandeli i Olivera Tambo. |         | 26°11′23,3″S 28°02′36,0″E/-26,189818 28,043345 |
| Freedom Park i Waihoek Site | Miejsce pamięci poległych w wojnach burskich, obu wojnach światowych i w okresie apartheidu. |         | 25°45′59,8″S 28°11′21,3″E/-25,766612 28,189250 29°07′00,1″S 26°13′00,1″E/-29,116700 26,216700                                                                                       |
| Miejsca związane z Nelsonem Mandelą – Qunu, Mvezo, Mqekezweni                                                                                    | Miejsca związane z życiem i działalnością Nelsona Mandeli. |         | 31°46′59,1″S 28°37′02,1″E/-31,783078 28,617250 |
| Miejsca związane z Stevem Biko i klinika Zanempilo                                                                                               | Miejsca działalności przywódcy ruchu Black Consciousness. |         | 32°52′32,4″S 27°23′23,6″E/-32,875653 27,389878 |